# Феми-ле-Сар
Феми́-ле-Сар (фр. Fesmy-le-Sart) — коммуна во Франции, находится в регионе Пикардия. Департамент коммуны — Эна. Входит в состав кантона Гюиз. Округ коммуны — Вервен.
Код INSEE коммуны — 02308.

## Население
Население коммуны на 2010 год составляло 490 человек.
| 1962 | 1968 | 1975 | 1982 | 1990 | 1999 | 2010 |
| ---- | ---- | ---- | ---- | ---- | ---- | ---- |
| 640  | 625  | 555  | 509  | 485  | 463  | 490  |

## Экономика
В 2010 году среди 314 человек трудоспособного возраста (15—64 лет) 223 были экономически активными, 91 — неактивными (показатель активности — 71,0 %, в 1999 году было 60,9 %). Из 223 активных жителей работали 200 человек (118 мужчин и 82 женщины), безработных было 23 (14 мужчин и 9 женщин). Среди 91 неактивных 18 человек были учениками или студентами, 28 — пенсионерами, 45 были неактивными по другим причинам.